# Olympische Jugend-Winterspiele 2012/Teilnehmer (Ukraine)
| Gelbes Symbol für Goldmedaillen mit stilisierten Olympischen Ringen | Graues Symbol für Silbermedaillen mit stilisierten Olympischen Ringen | Braundes Symbol für Bronzemedaillen mit stilisierten Olympischen Ringen |
| ------------------------------------------------------------------- | --------------------------------------------------------------------- | ----------------------------------------------------------------------- |
| —                                                                   | 1                                                                     | —                                                                       |

Die Ukraine nahm an den Olympischen Jugend-Winterspielen 2012 in Innsbruck mit 23 Athleten in acht Sportarten teil.

## Sportarten

### Biathlon
| Athleten                                                                | Wettbewerb                         | Zeit (Schießfehler) | Rang |
| ----------------------------------------------------------------------- | ---------------------------------- | ------------------- | ---- |
| Jungen                                                                  |                                    |                     |      |
| Dmytro Ihnatjew                                                         | 7,5 km Sprint                      | 21:39,9 min (3)     | 22   |
| Dmytro Ihnatjew                                                         | 10 km Verfolgung                   | 33:24,0 min (8)     | 27   |
| Maxym Iwko                                                              | 7,5 km Sprint                      | 20:28,4 min (3)     | 7    |
| Maxym Iwko                                                              | 10 km Verfolgung                   | 31:01,4 min (7)     | 10   |
| Mädchen                                                                 |                                    |                     |      |
| Anastassija Merkuschyna                                                 | 6 km Sprint                        | 19:01,7 min (3)     | 13   |
| Anastassija Merkuschyna                                                 | 7,5 km Verfolgung                  | 31:46,4 min (8)     | 18   |
| Julija Schurawok                                                        | 6 km Sprint                        | 19:23,1 min (2)     | 18   |
| Julija Schurawok                                                        | 7,5 km Verfolgung                  | 29:16,8 min (0)     | 8    |
| Gemischt                                                                |                                    |                     |      |
| Anastassija Merkuschyna Julija Schurawok Dmytro Ihnatjew Maxym Iwko     | Mixed-Staffel                      | 1:14:47,5 h (3+12)  | 4    |
| Anastassija Merkuschyna Oxana Schatalowa Maxym Iwko Oleksij Krassowskyj | Mixed-Staffel Skilanglauf/Biathlon | 1:08:48,9 h (4+10)  | 14   |

### Eiskunstlauf
| Athleten                              | Wettbewerb | Kurzprogramm | Kurzprogramm | Free Skating/Dance | Free Skating/Dance | Gesamt | Gesamt |
| Athleten                              | Wettbewerb | Punkte       | Rang         | Punkte             | Rang               | Punkte | Rang   |
| ------------------------------------- | ---------- | ------------ | ------------ | ------------------ | ------------------ | ------ | ------ |
| Jungen                                |            |              |              |                    |                    |        |        |
| Jaroslaw Paniot                       | Einzel     | 36,04        | 13           | 96,51              | 8                  | 132,55 | 9      |
| Mädchen                               |            |              |              |                    |                    |        |        |
| Darin Chussein                        | Einzel     | 39,77        | 10           | 69,54              | 11                 | 109,31 | 9      |
| Paar                                  |            |              |              |                    |                    |        |        |
| Jelysaweta Usmanzewa Wladislaw Lyssoj | Paar       | 34,81        | 5            | 60,54              | 5                  | 95,35  | 5      |
| Oleksandra Nasarowa Maksym Nikitin    | Eistanz    | 57,44        | 2            | 74,24              | 2                  | 131,68 | Silber |

### Nordische Kombination
| Athleten            | Wettbewerb                    | Skispringen | Skispringen | Skispringen   | Langlauf    | Langlauf |
| Athleten            | Wettbewerb                    | Punkte      | Rang        | Zeitrückstand | Zeit        | Rang     |
| ------------------- | ----------------------------- | ----------- | ----------- | ------------- | ----------- | -------- |
| Jungen              |                               |             |             |               |             |          |
| Witalij Martschenko | Normalschanze / 5 km Langlauf | 80,0        | 16          | 3:50 min      | 34:18,1 min | 16       |

### Rennrodeln
| Athleten                         | Wettbewerb   | Durchgang 1 | Durchgang 2 | Gesamt       | Gesamt |
| Athleten                         | Wettbewerb   | Zeit        | Zeit        | Zeit         | Rang   |
| -------------------------------- | ------------ | ----------- | ----------- | ------------ | ------ |
| Jungen                           |              |             |             |              |        |
| Anton Dukatsch                   | Einsitzer    | 39,890 s    | 40,052 s    | 1:19,942 min | 4      |
| Jurij Skjba                      | Einsitzer    | 40,237 s    | 40,349 s    | 1:20,596 min | 16     |
| Wolodymyr Buryj Anatolij Lehedsa | Doppelsitzer | 44,028 s    | DNS         | -            | -      |
| Mädchen                          |              |             |             |              |        |
| Galjna Kureschko                 | Einsitzer    | 41,107 s    | 40,916 s    | 1:22,023 min | 13     |
| Olena Stezkiw                    | Einsitzer    | 40,837 s    | 40,800 s    | 1:21,637 min | 9      |

| Athleten                                                      | Wettbewerb  | Mädchen  | Junge    | Doppel   | Gesamt       | Gesamt |
| Athleten                                                      | Wettbewerb  | Zeit     | Zeit     | Zeit     | Zeit         | Rang   |
| ------------------------------------------------------------- | ----------- | -------- | -------- | -------- | ------------ | ------ |
| Gemischt                                                      |             |          |          |          |              |        |
| Olena Stezkiw Anton Dukatsch Wolodymyr Buryj Anatolij Lehedsa | Teamstaffel | 45,556 s | 46,852 s | 47,781 s | 2:20,189 min | 7      |

### Shorttrack
| Athleten           | Wettbewerb | Viertelfinale | Viertelfinale | Halbfinale         | Halbfinale         | Finale             | Finale             |
| Athleten           | Wettbewerb | Zeit          | Rang          | Zeit               | Rang               | Zeit               | Rang               |
| ------------------ | ---------- | ------------- | ------------- | ------------------ | ------------------ | ------------------ | ------------------ |
| Mädchen            |            |               |               |                    |                    |                    |                    |
| Marija Dolgopolowa | 500 m      | 49,624 s      | 2             | 1:16,375 min       | 5                  | 50,545 s           | 7                  |
| Marija Dolgopolowa | 1000 m     | DNF           | DNF           | nicht qualifiziert | nicht qualifiziert | nicht qualifiziert | nicht qualifiziert |

### Ski Alpin
| Athleten              | Wettbewerb   | Durchgang 1 | Durchgang 2 | Gesamt      | Gesamt |
| Athleten              | Wettbewerb   | Zeit        | Zeit        | Zeit        | Rang   |
| --------------------- | ------------ | ----------- | ----------- | ----------- | ------ |
| Jungen                |              |             |             |             |        |
| Dmytro Mytsak         | Super-G      |             |             | 1:08,89 min | 27     |
| Dmytro Mytsak         | Riesenslalom | 1:03,03 min | 59,88 s     | 2:02,91 min | 28     |
| Dmytro Mytsak         | Slalom       | 46,30 s     | 44,34 s     | 1:30,64 min | 26     |
| Dmytro Mytsak         | Kombination  | 1:08,35 min | 43,83 s     | 1:52,18 min | 26     |
| Mädchen               |              |             |             |             |        |
| Anastassija Horbunowa | Super-G      |             |             | 1:12,53 min | 26     |
| Anastassija Horbunowa | Riesenslalom | 1:04,42 min | 1:04,52 min | 2:08,94 min | 30     |
| Anastassija Horbunowa | Slalom       | 48,73 s     | DNF         | -           | -      |
| Anastassija Horbunowa | Kombination  | 1:12,84 min | DNS         | -           | -      |

### Skilanglauf
| Athleten            | Wettbewerb      | Qualifikation | Qualifikation | Viertelfinale | Viertelfinale | Halbfinale         | Halbfinale         | Finale             | Finale             |
| Athleten            | Wettbewerb      | Zeit          | Rang          | Zeit          | Rang          | Zeit               | Rang               | Zeit               | Rang               |
| ------------------- | --------------- | ------------- | ------------- | ------------- | ------------- | ------------------ | ------------------ | ------------------ | ------------------ |
| Jungen              |                 |               |               |               |               |                    |                    |                    |                    |
| Oleksij Krassowskyj | 10 km klassisch |               |               |               |               |                    |                    | 31:53,0 min        | 20                 |
| Oleksij Krassowskyj | Sprint          | 1:50,43 min   | 30            | 1:49,8 min    | 5             | nicht qualifiziert | nicht qualifiziert | nicht qualifiziert | nicht qualifiziert |
| Mädchen             |                 |               |               |               |               |                    |                    |                    |                    |
| Oxana Schatalowa    | 5 km klassisch  |               |               |               |               |                    |                    | 16:22,0 min        | 15                 |
| Oxana Schatalowa    | Sprint          | 2:06,58 min   | 24            | 2:05,1 min    | 4             | nicht qualifiziert | nicht qualifiziert | nicht qualifiziert | nicht qualifiziert |

### Skispringen
| Athleten       | Wettbewerb    | Erste Runde | Erste Runde | Finale | Finale | Gesamt | Gesamt |
| Athleten       | Wettbewerb    | Weite       | Punkte      | Weite  | Punkte | Punkte | Rang   |
| -------------- | ------------- | ----------- | ----------- | ------ | ------ | ------ | ------ |
| Jungen         |               |             |             |        |        |        |        |
| Serhij Drozdow | Normalschanze | 69,9 m      | 107,6       | 68,0 m | 107,0  | 214,6  | 12     |